# Museo de las 24 Horas de Le Mans
El Museo Automovilístico de Sarthe, conocido como Museo de las 24 Horas - Circuito de Sarthe en 2009, y en 2017 como Museo de las 24 Horas de Le Mans es un museo francés ubicado en la entrada del Circuito de las 24 Horas de Le Mans.

## Presentación
Construido sobre 6 500 m² (con 5 000 m² de exposición), el edificio reagrupa una colección de vehículos con una quincena de los vehículos ganadores de la prueba mítica de las 24 Horas del Mans. La singularidad del museo es la de orientar su colección hacia los vehículos de competición, con aproximadamente cuarenta coches de carrera. Compuesto de seis secciones diferentes, el museo ha sido rebautizado como "Museo de las 24 horas -Circuito de Sarthe" y exhibe ciento veinte vehículos pero muchas menos motos. Presenta, además de la historia de la carrera y del automóvil en general,  a sus personajes legendarios,  sus participantes, sus impulsores y sus allegados.. Cada año recibe unos 60 000 visitantes. 
Desde 2012, el museo organiza visitas guiadas y talleres de arte para niños, facilitando su desarrollo y una mayor apertura al público. También se realizan eventos culturales y educativos completos con visitas guiadas y exposiciones temporales; además de contar con una boutique.

## Historia
El museo fue creado en 1961 por iniciativa del Club Automovilístico del Oeste (ACO) y del Consejo general de Sarthe. Inicialmente se ubicaba en el seno del mismo del circuito, no lejos de las instalaciones en las que se encuentran los boxes de las escuderías, los proveedores y los equipos que participan en las carreras. Le Mans es un sitio mítico para el automóvil, lugar del primer Grand Prix de 1906 y origen de la familia de inventores Bollée. Los primeros automóviles fueron reunidos en los años 1960; luego con las donaciones de personas individuales, de escuderías y de las grandes marcas automovilísticas se ha ido completando la colección. Como es el caso de la donación por parte del equipo IMSA del Porsche 911 GT3-RSR, el modelo más representativo en la parrilla de salida. Este es el coche número 110 perteneciente a la ACO. La mayoría de los modelos expuestos pertenecen a la ACO, al Consejo general de Sarthe, o están prestados por sus dueños así como por los fabricantes. 
El museo ha sufrido muchas modificaciones a lo largo de los años. Está abierto a los coches particulares de época.
Los edificios actuales del museo fueron inaugurados en 1991 bajo los auspicios del arquitecto Stéphane Barbotin. La estructura principal está caracterizada por estar "doblada y tensa". La cubierta está hecha de aluminio y está subtendida sobre veintiocho vigas de acero tubulares. El edificio fue diseñado para desplegar una importante superficie sobre el suelo y a baja altura, ante la proximidad del aeródromo de Le Mans-Arnage..
En 2016, el ACO recompró el museo al departamento para que sea el punto de partida de un proyecto de parque automovilístico después de su remodelación.